# Коледната песен на мъпетите
„Коледната песен на мъпетите“ (на английски: The Muppet Christmas Carol) е американски куклен филм от 1992 г. Филмът излиза на екран на 11 декември 1992 г.

## Телевизионен дублаж
Филмът се излъчва по bTV през 2008 г. с войсоувър дублаж. Ролите се озвучават от артистите Ива Апостолова, Иван Танев, Цветан Ватев, Мариан Бачев, Радослав Рачев и Христо Чешмеджиев. Режисьор на дублажа е Албена Павлова, а преводът е на Кристин Балчева.